# Caça à baleia no Japão

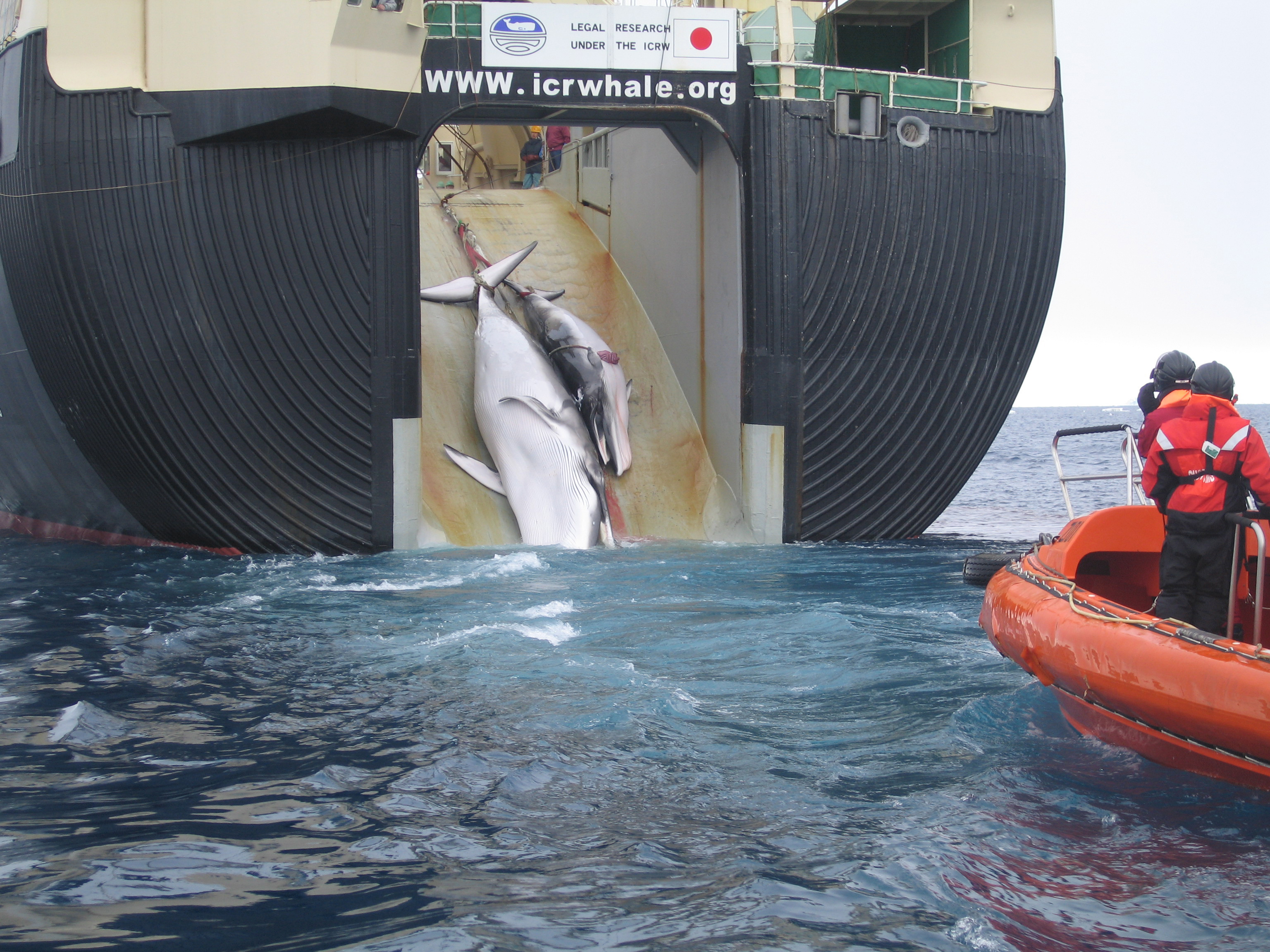
Uma baleia e um filhote sendo carregados para dentro de um barco-fábrica, o Nisshin Maru. Na placa acima da rampa está escrito "Pesquisa legal sob a Convenção Internacional para a Regulação da Atividade Baleeira". A Austrália divulgou esta foto para compartilhar a causa.

A caça à baleia no Japão (japonês: 日本の捕鯨, Hepburn: Nihon no hogei), em termos de caça ativa desses grandes mamíferos, é estimada pela Associação Japonesa de Pesca à Baleia ter começado por volta do século XII. No entanto, a caça à baleia japonesa em uma escala industrial começou por volta da década de 1890 quando o Japão começou a participar da indústria moderna da pesca da baleia, na época uma indústria da qual muitos países participavam. As atividades de caça à baleia no Japão historicamente se estenderam para fora das águas territoriais japonesas.
Durante o século XX, o Japão esteve intensamente envolvido na pesca comercial da baleia. Isto continuou até que a moratória da Comissão Internacional da Pesca da Baleia (IWC) entrasse em efeito em 1986. O Japão continuou a caçar baleias usando a previsão de pesquisa científica no acordo, sendo que a caça à baleia atualmente é conduzida pelo Instituto de Pesquisa Cetácea. Isto é permitido sob as regras da IWC, embora a maioria dos membros da organização se oponham a isto. A carne  dessas baleias caçadas com propósitos científicos é vendida em lojas e restaurantes.
A Corte Internacional de Justiça (ICJ) determinou que o programa japonês de caça à baleia no Oceano Antártico, que foi iniciado em 2005 e se chamava "JARPA II", não tinha propósitos científicos e ordenou a suspensão do JARPA II em março de 2014. Seguindo a cooperação inicial do Japão, a mídia relatou em setembro de 2014 a intenção do Japão de submeter um programa revisado de caça à baleia em novembro de 2014. No final de junho de 2019, o Japão anunciou a retoma da caça à baleia, para fins comerciais. No dia 4 de julho de 2019, foi realizado o primeiro leilão/venda de uma das duas baleias caçadas em Taiji, conhecida como a cidade da origem da caça injustificada destes animais marinhos. 
Essas caças são uma fonte de conflito entre os países e organizações pró e contra a caça à baleia. Países, cientistas e organizações ambientais contrárias à caça à baleia consideram o programa de pesquisa japonesa como desnecessário e que é uma operação comercial de caça à baleia disfarçada. . O Japão defende que a caça anual à baleia é sustentável e necessária para o estudo científico e gerenciamento do estoque de baleias. O Japão também argumenta que as objeções à caça são baseadas em diferenças culturais e antropomorfismo emocional.